# Microsoft Band

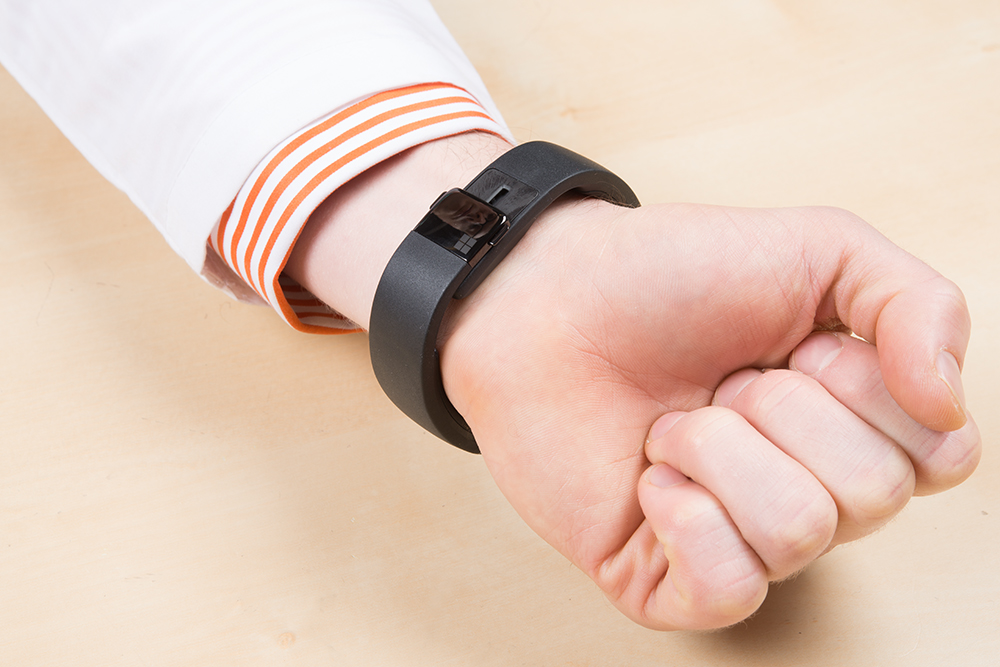
Microsoft Band's clasp

Microsoft Band là một thiết bị đeo tay thông minh đã ngừng sản xuất, có các tính năng của đồng hồ thông minh và thiết bị theo dõi hoạt động/theo dõi thể lực, được tạo ra và phát triển bởi Microsoft. Nó được công bố vào ngày 29 tháng 10 năm 2014. Microsoft Band kết hợp theo dõi thể lực và các khả năng liên quan đến sức khỏe và tích hợp với điện thoại thông minh Windows Phone, iOS và Android thông qua kết nối Bluetooth. Vào ngày 3 tháng 10 năm 2016, Microsoft đã ngừng bán và phát triển dòng thiết bị này. Vào ngày 31 tháng 5 năm 2019, ứng dụng đồng hành của Band đã bị ngừng hoạt động.